# Sudaria atrolutea
Sudaria atrolutea – gatunek kosarza z podrzędu Laniatores i rodziny Assamiidae.

## Występowanie
Gatunek występuje na Sumatrze.